# Chlorophorus lingnanensis
Chlorophorus lingnanensis là một loài bọ cánh cứng trong họ Cerambycidae.